# Macromitrium caducipilum
Macromitrium caducipilum là một loài rêu trong họ Orthotrichaceae. Loài này được Lindb. mô tả khoa học đầu tiên năm 1865.